# 床将
床将（とこまさ、1974年8月12日 - ）は、大相撲の床山。本名は堀田保将。愛知県名古屋市西区出身。伊勢ノ海部屋所属。現在一等床山を務めている。

## 履歴
- 1993年3月場所 - 採用。
- 1999年以前 - 四等床山。
- 2004年1月場所 - 三等床山に昇進。
- 2014年1月場所 - 二等床山に昇進。
- 2024年1月場所 - 一等床山に昇進。